# توب غير (موسم 15)
توب غير 15 (بالإنجليزية: Top Gear)‏ هو السلسلة الخامسة عشرة للبرنامج التلفزيوني البريطاني الذي يهتم بالمركبات، توب جير، تم إنتاجه في المملكة المتحدة. بدأ عرضه في سنة 2010. عرض على بي بي سي تو. بلغ عدد حلقاته 6 حلقات، تم بث البرنامج لأول مرة بتاريخ 27 يونيو 2010 بينما تم بث آخر حلقة منه بتاريخ 1 أغسطس 2010. مقدمو البرنامج جيرمي كلاركسون، ريتشارد هاموند وجيمس ماي.